# Puchar Polski w futsalu (2009/2010)
Puchar Polski w futsalu 2009/2010 – 16. edycja rozgrywek mających na celu wyłonienie zdobywcy Pucharu Polski. Obrońcą trofeum był Hurtap Łęczyca. Finał odbył się 10 czerwca 2010 w Warszawie.

## 1/8 finału
Mecze rozgrywano od 8 do 12 maja 2010 roku.
| Drużyna 1                    | Wynik      | Drużyna 2            |
| ---------------------------- | ---------- | -------------------- |
| Rudnia Zabłudów              | 4:17       | Hurtap Łęczyca       |
| Marwit Zławieś Wielka        | 4:2        | Grembach Zgierz      |
| Krakbet Kraków               | 9:3        | Gwiazda Ruda Śląska  |
| Kupczyk Kraków               | 4:5        | Rekord Bielsko-Biała |
| Babylon Siemianowice Śląskie | 2:6        | Nova Katowice        |
| Inpuls Siemianowice Śląskie  | 3:6        | Clearex Chorzów      |
| Gatta Zduńska Wola           | 1:2        | Pogoń 04 Szczecin    |
| Moto 46 Szczecin             | 2:2 (dog.) | Akademia FC Pniewy   |

## Ćwierćfinał
Mecze rozgrywano od 14 do 25 maja 2010 roku.
| Drużyna 1         | Wynik dwumeczu | Drużyna 2             | Pierwszy mecz | Drugi mecz |
| ----------------- | -------------- | --------------------- | ------------- | ---------- |
| Hurtap Łęczyca    | 8:3            | Marwit Zławieś Wielka | 4:1           | 4:2        |
| Krakbet Kraków    | 3:6            | Rekord Bielsko-Biała  | 2:2           | 1:4        |
| Nova Katowice     | 9:7            | Clearex Chorzów       | 4:1           | 5:6        |
| Pogoń 04 Szczecin | 3:12           | Moto 46 Szczecin      | 1:4           | 2:8        |

## Półfinał
Mecze rozgrywano od 28 maja do 4 czerwca 2010 roku.
| Drużyna 1      | Wynik dwumeczu | Drużyna 2            | Pierwszy mecz | Drugi mecz |
| -------------- | -------------- | -------------------- | ------------- | ---------- |
| Hurtap Łęczyca | 12:8           | Rekord Bielsko-Biała | 6:1           | 6:7        |
| Nova Katowice  | 14:17          | Moto 46 Szczecin     | 10:8          | 4:9        |

## Finał
| 10 czerwca 2010 18:00 CEST | Hurtap Łęczyca · Milewski 9' (k.), k.' · Pawłowski 13' · Karasiński 18' · Czekalski 24' · Daniel Krawczyk 32' | 6:2(3:1) | Moto 46 Szczecin · 16' Maćkiewicz · 26' Kubik | Warszawa |
|                            | |          |                                               |          |

| Zdobywca Pucharu Polski 2009/2010 |
| --------------------------------- |
| Hurtap Łęczyca 1. tytuł           |